# 雪虫

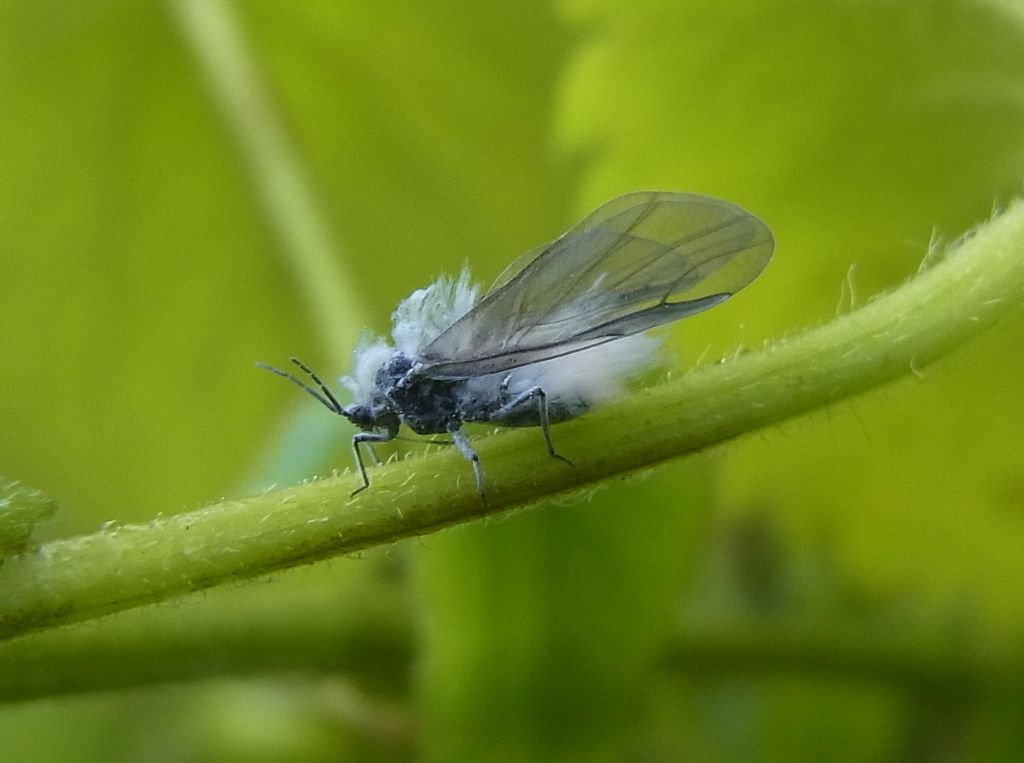
雪虫の一種（トドノネオオワタムシ）

雪虫（ゆきむし）とは、アブラムシ（カメムシ目ヨコバイ亜目アブラムシ上科）のうち、白腺物質を分泌する腺が存在するものの通称。体長5mm前後の全身が、綿で包まれたようになる。

## 概要
この虫の呼び名としては、他に綿虫（わたむし）、雪蛍、東京地域のオオワタやシーラッコ、シロコババ、京都地域のゆきんこ、おこまさん、伊勢地域のオナツコジョロ、水戸地域のオユキコジョロがある他、しろばんばといった俗称もある。小説『しろばんば』のタイトルは、この虫に由来する。
具体的な種としては、トドノネオオワタムシ、ヒイラギハマキワタムシなどが代表的な存在である。
アブラムシは普通、羽のない姿で単為生殖によって多数が集まったコロニーを作る。しかし、秋になって越冬する前などに、羽を持つ成虫が生まれ、交尾して越冬のために産卵する。この時の羽を持つ成虫が蝋物質を身にまとって飛ぶため、その姿が雪を思わせる。また、アブラムシの飛ぶ力は弱く、風になびいて流れるので、なおさらに雪のように見える。
北海道や東北地方では、初雪の降る少し前に出現すると感じられることが多いため、冬の訪れを告げる風物詩ともなっている。
雄には口が無く、寿命は1週間ほど。雌も卵を産むと死んでしまう。熱に弱く、人間の体温でも弱る。
俳句では、冬の季語。同じ「雪虫」と呼ばれるセッケイカワゲラは黒い昆虫で、春の季語。